# Gloss (film)
Gloss (Глянец, Gljanec) è un film del 2007 diretto da Andrej Končalovskij.